# 沈健 (化学家)
沈健（1957年4月—），男，浙江奉化人，中国表面化学专家和材料学家，现任南京师范大学党委书记。

## 生平
沈健1957年4月生于浙江省奉化县。1982年1月，毕业于南京大学，专业为高分子化学。1996年，晋升为教授，任教于南京大学。1997年6月，成为博士生导师。曾先后担任南京大学化学系共青团总支书记，南京大学化学系党总支副书记，南京大学化学系总支书记，南京大学化学化工学院党委书记，南京大学党委副书记，南京大学校长助理。2002年4月起担任南京师范大学党委书记。2008年3月至2017年4月任江苏省教育厅厅长。

## 社会兼职
- 江苏省表面界面化学工程技术研究中心主任
- 江苏省生物医药功能材料工程研究中心主任
- 南京市超微材料工程技术中心主任
- 中国化工学会常务理事
- 中国复合材料学会常务理事，中国复合材料学会聚合物分会副理事长，中国复合材料学会界面科学与工程专业委员会主任，中国复合材料学会生物医用材料专业委员会副主任
- 中国高等院校科技产业协会副理事长
- 江苏省化学化工学会副理事长
- 江苏省复合材料学会副理事长
- 南京市科学技术学会副主席
- 南京市化学化工学会理事长